# Emil Soukup
Mons. Emil Soukup (* 30. června 1939, Plzeň) je český římskokatolický kněz, penitenciář Plzeňské diecéze a kaplan Jeho Svatosti. Jeho mladší bratr Ing. arch. Jan Soukup je architekt.
Absolvoval gymnázium ve svém rodišti a po maturitě v roce 1957 začal studovat na Cyrilometodějské bohoslovecké fakultě v Litoměřicích, kde také 24. června 1962 přijal kněžské svěcení. Poté působil jako kaplan v Domažlicích a následně jako administrátor v Lomnici nad Lužnicí (v letech 1969 až 1974) a později v Českém Krumlově. V roce 1993 byl přijat do nově vzniklé plzeňské diecéze a stal se farářem v Domažlicích, ke dni 1. září 2001 pak byl přeložen do plzeňské katedrální farnosti. Dne 7. května 2009 jej papež Benedikt XVI. jmenoval papežským kaplanem.